# Schlafzyklus
Schlafzyklus bezeichnet in der Schlafforschung und der Schlafmedizin die Abfolge von Schlafstadien während des Schlafes.

Hypnogramm mit einem Schlafzyklus – hier folgte nach kurzem „Wachliegen“ (W) etwas Leichtschlaf (N1), unterbrochen von erneutem Wachwerden, danach etwas Schlaf der Stadien N2 und ausgiebig Tiefschlaf (N3) sowie 13 Minuten REM-Schlaf (R)

Pro Nacht kommt es beim gesunden Menschen zu vier bis sieben Schlafzyklen zu je etwa 90 Minuten (90 ± 20 Minuten, Ultradiane Rhythmik), bei denen die NREM-Stadien N1, N2 und N3 und wieder N2 gefolgt von REM-Schlaf durchlaufen werden.
Die unterschiedlichen Schlafphasen sind durch unterschiedliche Charakteristika und damit korrelierenden Gehirnaktivitäten gekennzeichnet :
Die N1 und N2 kennzeichnen eine Leichtschlaf-Phase, dabei finden langsame bis keine Augenbewegungen statt, die Herzfrequenzrate und Körpertemperatur ist reduziert, und man misst hauptsächlich Theta-Frequenzen (4–8 Hz), inklusive Schlafspindeln und K-Komplexen.
Während der N3 und N4 Phase ist man schwer aufzuwecken, der Körper entspannt, das EMG ist stark erniedrigt und man befindet sich im Tiefschlaf, wobei Delta-Frequenzen (0,5–3,5 Hz) dominant sind.
Alle diese Phasen kennzeichnen die N-REM Phase, wobei die REM (rapid eye movement) Phase durch die schnellen phasischen Augenbewegungen charakterisiert ist. Dabei findet man niedrige EMG-Amplituden und im Gehirn Theta- und gelegentlich Alpha-Frequenzen. Die REM ist auch die Schlafphase, in welcher die Träume stattfinden.
In den folgenden Zyklen nimmt der Tiefschlaf-Anteil ab und verschwindet in den späteren Zyklen ganz. Hingegen nimmt der REM-Anteil gegen Ende des Schlafes zu.
Die Anteile an der Gesamtdauer eines Nachtschlafes verteilen sich bei einem gesunden Menschen im mittleren Lebensalter (ca. 30 Jahre) wie folgt:
- Stadium N1 bei etwa 5 %
- Stadium N2 bei etwa 45–55 %
- Stadium N3 bei etwa 15–25 %
- REM-Schlaf bei etwa 20–25 %
- Wach-Anteil bei unter 5 %.

Die Zuordnung von zeitlichen Abschnitten des Schlafs zu den Schlafstadien erfolgt bei der Auswertung der mittels Polysomnographie erhobenen Messwerte und wird im Schlafprofil (auch: Hypnogramm) dargestellt.
Erhebliche Abweichungen von diesem Grundmuster führen oft dazu, dass der Schlaf als weniger erholsam empfunden wird. Den Schlaf unterbrechende Weckreaktionen wie die Arousals beim Schlafapnoe-Syndrom zählen dazu ebenso wie Veränderungen in der Abfolge. Besonderheiten wie REM-Schlaf wenige Minuten nach dem Einschlafen, sogenannte Sleep-Onset-REM-Perioden (SOREMP), können Hinweise auf bestimmte Schlafstörungen sein.
Zu den Pionieren der Schlafrhythmusforschung gehört Theodor Stöckmann (1872–1949), der eine Nachtruhe ab 19 Uhr empfahl.